# غويلرمو ميلر
غويلرمو ميلر (بالإسبانية: Guillermo Miller)‏ هو ضابط بيروفي وأرجنتيني، ولد في 12 ديسمبر 1795 في Wingham, Kent ‏ في المملكة المتحدة، وتوفي في 1861 في كاياو في بيرو. كان جندياً شارك في عدة ثورات في أمريكا الجنوبية، ثم أصبح دبلوماسياً.